# 春木町
春木町（はるきちょう）は、かつて大阪府泉南郡に存在した町である。現在の岸和田市北部にあたる。
本稿では、前身の北掃守村（きたかもりむら）についても述べる。

## 歴史
南郡春木村の集落はもともと地内東側（山側）に形成されていたが、天正年間に焼亡し、沿岸部に移った経緯がある。
1705年（宝永2年）に浦方の居住区となる南部を南春木として分立し、南春木は南東に隣接する加守村の一部となった。また、1730年（享保15年）に焼亡前の集落所在地のあたりに再度形成された集落を新春木として分立したが、新春木は春木村の一部として扱われた。なお、南春木は1874年（明治7年）に再度春木村の一部となった。
明治中頃まで、南郡春木村と和泉郡春木村（現・和泉市春木町）を区別するために「里春木」「山春木」と呼び分けられることがあった。なお、「山春木」のほうは松尾谷一帯に成立した中世の荘園名に由来するため、ほかにも春木川村（現・和泉市春木川町）があった。
町村制施行に際して、「里春木」も「山春木」も自治体名に春木を採用せずに「北掃守村」「南松尾村」となった。その後、「里春木」のほうでは市街化が進み、春木駅が開業したこともあって、北掃守村が町制を施行するにあたって自治体名に春木を採用した。
このような経緯から、現在春木といえばほとんどこちらを指し、道路の案内標識においても、岸和田市の春木各町は単に「春木」と表示され、和泉市春木町は「春木（和泉）」のように表示されている。ただし、東洋紡糸工業春木工場の「春木」は、和泉市の春木町を指す。

### 沿革
- 1874年（明治7年） 南郡加守村南春木を春木村に編入。
- 1889年（明治22年）4月1日 町村制施行により、南郡春木村、磯上村、吉井村が合併して、北掃守村が発足。大字春木に村役場を設置。
  - 村名は『和名抄』などに見られる郷名「掃守」より名づけられた。
- 1896年（明治29年）4月1日 郡の統廃合により、所属郡が泉南郡となる。
- 1928年（昭和3年）4月1日 泉南郡北掃守村が町制を施行、改称して、春木町が発足。大字春木に町役場を設置。
- 1937年（昭和12年）2月21日 泉南郡八木村と新設合併し、改めて春木町となる。
- 1942年（昭和17年）4月1日 岸和田市、泉南郡山直町、南掃守村と合併し、岸和田市となる[2]。

## 町長
- 原藤右門

## 地理

### 河川・池沼
- 春木川

## 町名
春木町時代には、各大字に通称町を設置していた。
- 大字春木 - 旭町、泉町、上本町、戎町、大小路町、北浜町、大国町、中町、八幡町、本町、松風町、南浜町、宮川町、宮本町、元町、若松町
- 大字磯上 - 神弥町、大道町、弥栄町、八坂町
- 大字吉井 - 吉井町

以下は旧・八木村
- 大字中井 - 中井町
- 大字荒木 - 荒木町
- 大字下池田 - 下池田町
- 大字箕土路 - 箕土路町
- 大字西大路 - 西大路町
- 大字小松里 - 北額町、小松里町
- 大字額原 - 額原町
- 大字大町 - 大町
- 大字池尻 - 池尻町

岸和田市合併翌年の1943年（昭和18年）には、各大字に「町」を付した12町になった。

### 現在の町名
春木町（もと大字春木）では1965年（昭和40年）に通称町を活かした15町が成立したが、大芝小学校区となる3町は春木を冠しない町名になっている。1967年（昭和42年）には沿岸部の埋立地に新たに2町が成立した。
なお、現在春木地区といった場合、もと春木・磯上の2大字を指し、吉井および旧・八木村の10大字は含まないことが多いため、ここでは記載していない。
- 磯上町（1 - 6丁目）
- 戎町
- 八幡町
- 春木旭町
- 春木泉町
- 春木大小路町
- 春木北浜町
- 春木大国町
- 春木中町
- 春木本町
- 春木南浜町
- 春木宮川町
- 春木宮本町
- 春木元町
- 春木若松町
- 松風町

以下は沿岸部の埋立地。
- 新港町
- 木材町

## 経済
- 岸和田紡績春木分工場 （松風町、現在跡地は岸和田市立春木中学校）[3]
- 和泉紡績 （春木泉町、のちの東洋紡春木工場、現在跡地はUR都市機構春木団地）[4]
- 春陽館 （春木泉町、現在跡地は月極駐車場）[5][6]

## 交通

### 鉄道
- 南海鉄道（現・南海電気鉄道）
  - 南海本線
    - 春木駅

以下は旧・八木村に位置する。
- 南海鉄道（現・南海電気鉄道）
  - 山手線（現・西日本旅客鉄道阪和線）
    - 久米田駅

### 道路
- 紀州街道

以下は旧・八木村を通る。
- 熊野街道（小栗街道）
- 牛滝街道